# شاخص ضمنی تولید ناخالص داخلی
شاخص ضمنی تولید ناخالص داخلی (به انگلیسی: GDP deflator) شاخصی است که برای تحلیل رشد قیمت همهٔ کالاها و خدمات موجود در یک اقتصاد به کار می‌رود.

## محاسبه
برای محاسبه شاخص ضمنی تولید، مقدار تولید ناخالص داخلی اسمی (یا به ارزش جاری) را بر تولید ناخالص داخلی واقعی (یا به ارزش ثابت) تقسیم می‌کنیم.
{\displaystyle \operatorname {GDP\ deflator} ={\frac {\operatorname {Nominal\ GDP} }{\operatorname {Real\ GDP} }}\times 100}